# Oskar Böhme
Oskar Böhme (Freital, Alemanha, 1870 - Orenburg, Rússia, 1938), foi um compositor alemão, tocador de trompete e corneta.
Böhme compôs 46 obras conhecidas, das quais as Trompetensextett em Mi bemol menor e o Concerto para trompete, Op.18, foram as mais conhecidas. Ele escreveu em um estilo romântico e, embora fosse alemão, ele está associado ao romantismo russo. Embora ele tenha escrito para muitos outros instrumentos, ele o fez principalmente para instrumentos de trompete e metais.
Deve-se ter em mente que, devido ao seu exílio e na presença de Stalin e do movimento anti-alemão, as obras de Böhme foram consideravelmente perdidas, que agora estão sendo redescobertos.
Algumas obras de Böhme:
- Concert en mi menor, op. 18 (1899)
- Soirée de St. Pétersbourg, op. 23 (1900)
- La Napolitaine, op. 25 (ca. 1901)
- Sextet en mi bemoll menor, op. 30 (1906)
- Scène de Ballet, op. 31 (1907)
- Danse russe, op. 32 (ca. 1910)[1]
- Nachtmusik ("Música nocturna"), op. 44, núm. 1 (ca. 1935)